# Pseudoscopelus odontoglossum
Pseudoscopelus odontoglossum är en fiskart som beskrevs av Melo 2010. Pseudoscopelus odontoglossum ingår i släktet Pseudoscopelus och familjen Chiasmodontidae. Inga underarter finns listade i Catalogue of Life.